# Coupe d'Europe de rugby à XV 2013-2014
Navigation
Édition 2012-2013 Édition 2014-2015
La Coupe d'Europe de rugby à XV 2013-2014, appelée aussi Coupe Heineken pour des raisons de sponsoring  (ou H-Cup en France pour cause de loi Évin), oppose vingt-quatre clubs, provinces ou franchises, anglais, écossais, français, gallois, irlandais et italiens. La compétition se déroule du 11 octobre 2013 au 24 mai 2014, date de la finale disputée au Millennium Stadium de Cardiff.

## Présentation

### Équipes en compétition
Les vingt-quatre équipes qualifiées sont réparties comme suit : les cinq premiers de Premiership et les Harlequins (vainqueurs de la coupe anglo-galloise), les sept premiers du Top 14, les quatre franchises irlandaises, les trois meilleures franchises galloises, les deux franchises écossaises et les deux franchises italiennes du Pro12. La liste complète des clubs participants est la suivante :
| - Cardiff Blues - Castres olympique (Top 14) - ASM Clermont - Connacht - Edinburgh Rugby - Exeter Chiefs | - Glasgow Warriors - Gloucester Rugby - Harlequins (Coupe anglo-galloise) - Leicester Tigers (Premiership) - Leinster (Challenge européen et Pro12) - Scarlets | - Munster - Northampton Saints - Ospreys - Montpellier HR - Racing Métro 92 - USA Perpignan | - Saracens - RC Toulon (Coupe d'Europe) - Stade toulousain - Benetton Trévise - Ulster - Zebre |

### Tirage au sort
Les 24 équipes sont classées en fonction de leurs résultats lors des précédentes éditions des Coupes européennes (Heineken Cup et Challenge européen). Les six équipes les mieux classées sont tête de série. Par ailleurs, chaque pays ne peut avoir qu'une seule équipe par poule, à l'exception de la France qui cette année compte sept clubs. Le tableau suivant présente la répartition des équipes selon les quatre chapeaux avant le tirage au sort. Leur rang au classement européen est indiqué entre parenthèses. Le tirage au sort a lieu le 5 juin 2013 à l'Aviva Stadium à Dublin.
| 1                    | 2                      | 3                     | 4                      |
| -------------------- | ---------------------- | --------------------- | ---------------------- |
| Leinster (1)         | Northampton Saints (9) | Edinburgh Rugby (15)  | Gloucester Rugby (23)  |
| RC Toulon (2)        | Harlequins (10)        | Ospreys (17)          | Castres olympique (25) |
| Stade toulousain (3) | Cardiff Blues (11)     | Scarlets (18)         | Racing Métro 92 (26)   |
| ASM Clermont (4)     | Saracens (12)          | Glasgow Warriors (19) | Exeter Chiefs (28)     |
| Munster (6)          | Leicester Tigers (13)  | Montpellier HR (20)   | Benetton Trévise (29)  |
| Ulster (7)           | USA Perpignan (14)     | Connacht (21)         | Zebre (35)             |

### Format
Les formations s'affrontent dans une première phase de groupes en matchs aller/retour (six matchs pour chacune des équipes soit douze rencontres par groupe). Quatre points sont accordés pour une victoire et deux pour un nul. De plus, un point de bonus est accordé par match aux équipes qui inscrivent au moins quatre essais et un point de bonus est octroyé au club perdant un match par sept points d'écart ou moins. Les six équipes arrivées en tête de leur poule, classées de 1 à 6, et les deux meilleurs deuxièmes, classées 7 et 8 sont qualifiées pour la seconde phase de la compétition. Les troisième, quatrième et cinquième meilleures deuxièmes sont reversées au stade des quarts de finale du Challenge européen. Les oppositions en quarts de finale sont définies de la manière suivante : équipe 1 contre équipe 8, 2 contre 7, 3 - 6 et 4 - 5. La suite de la compétition se fait par élimination directe à chaque tour.

## Première phase

### Notations et règles de classement
Dans les tableaux de classement suivants, les différentes abréviations et couleurs signifient :
|  | Qualifié pour les quarts de finale.                         |
|  | Reversé en quart de finale du Challenge européen 2013-2014. |
|  | T : Tenant du titre 2013                                    |

Attribution des points : victoire sur tapis vert : 5, victoire : 4, match nul : 2, défaite : 0, forfait : -2 ; plus les bonus (offensif : au moins 4 essais marqués ; défensif : défaite par 7 points d'écart ou moins).
Règles de classement :
- équipes dans la même poule : 1. points terrain ; 2. points terrain obtenus dans les matchs entre équipes concernées ; 3. nombre d'essais marqués dans les matchs entre équipes concernées ; 4. différence de points dans les matchs entre équipes concernées.
- équipes dans des poules différentes : 1. points terrain ; 2. nombre d'essais marqués ; 3. différence de points ; 4. nombre de joueurs obtenus un carton jaune et/ou suspendus ; 5. tirage à pile ou face.

### Poule 1
| Rang | Équipe             | J | V | N | D | Em | Ee | Bo | Bd | Pm  | Pe  | Diff | Pts |
| ---- | ------------------ | - | - | - | - | -- | -- | -- | -- | --- | --- | ---- | --- |
| 1    | Leinster           | 6 | 5 | 0 | 1 | 16 | 7  | 2  | 0  | 152 | 66  | +86  | 22  |
| 2    | Northampton Saints | 6 | 4 | 0 | 2 | 11 | 10 | 0  | 1  | 107 | 104 | +3   | 17  |
| 3    | Castres olympique  | 6 | 2 | 0 | 4 | 5  | 6  | 0  | 1  | 78  | 104 | -26  | 9   |
| 4    | Ospreys            | 6 | 1 | 0 | 5 | 3  | 12 | 0  | 1  | 75  | 138 | -63  | 5   |

### Poule 2
| Rang | Équipe           | J | V | N | D | Em | Ee | Bo | Bd | Pm  | Pe  | Diff | Pts |
| ---- | ---------------- | - | - | - | - | -- | -- | -- | -- | --- | --- | ---- | --- |
| 1    | RC Toulon (T)    | 6 | 5 | 0 | 1 | 15 | 10 | 3  | 1  | 170 | 104 | +66  | 24  |
| 2    | Cardiff Blues    | 6 | 3 | 0 | 3 | 10 | 14 | 1  | 1  | 119 | 148 | -29  | 14  |
| 3    | Exeter Chiefs    | 6 | 2 | 0 | 4 | 11 | 14 | 1  | 3  | 118 | 123 | -5   | 12  |
| 4    | Glasgow Warriors | 6 | 2 | 0 | 4 | 12 | 10 | 1  | 2  | 98  | 130 | -32  | 11  |

### Poule 3
| Rang | Équipe           | J | V | N | D | Em | Ee | Bo | Bd | Pm  | Pe  | Diff | Pts |
| ---- | ---------------- | - | - | - | - | -- | -- | -- | -- | --- | --- | ---- | --- |
| 1    | Stade toulousain | 6 | 5 | 0 | 1 | 16 | 4  | 2  | 1  | 143 | 63  | +80  | 23  |
| 2    | Saracens         | 6 | 4 | 0 | 2 | 29 | 5  | 3  | 1  | 217 | 74  | +143 | 20  |
| 3    | Connacht         | 6 | 3 | 0 | 3 | 7  | 20 | 0  | 1  | 101 | 147 | -46  | 13  |
| 4    | Zebre            | 6 | 0 | 0 | 6 | 2  | 25 | 0  | 0  | 33  | 210 | -177 | 0   |

### Poule 4

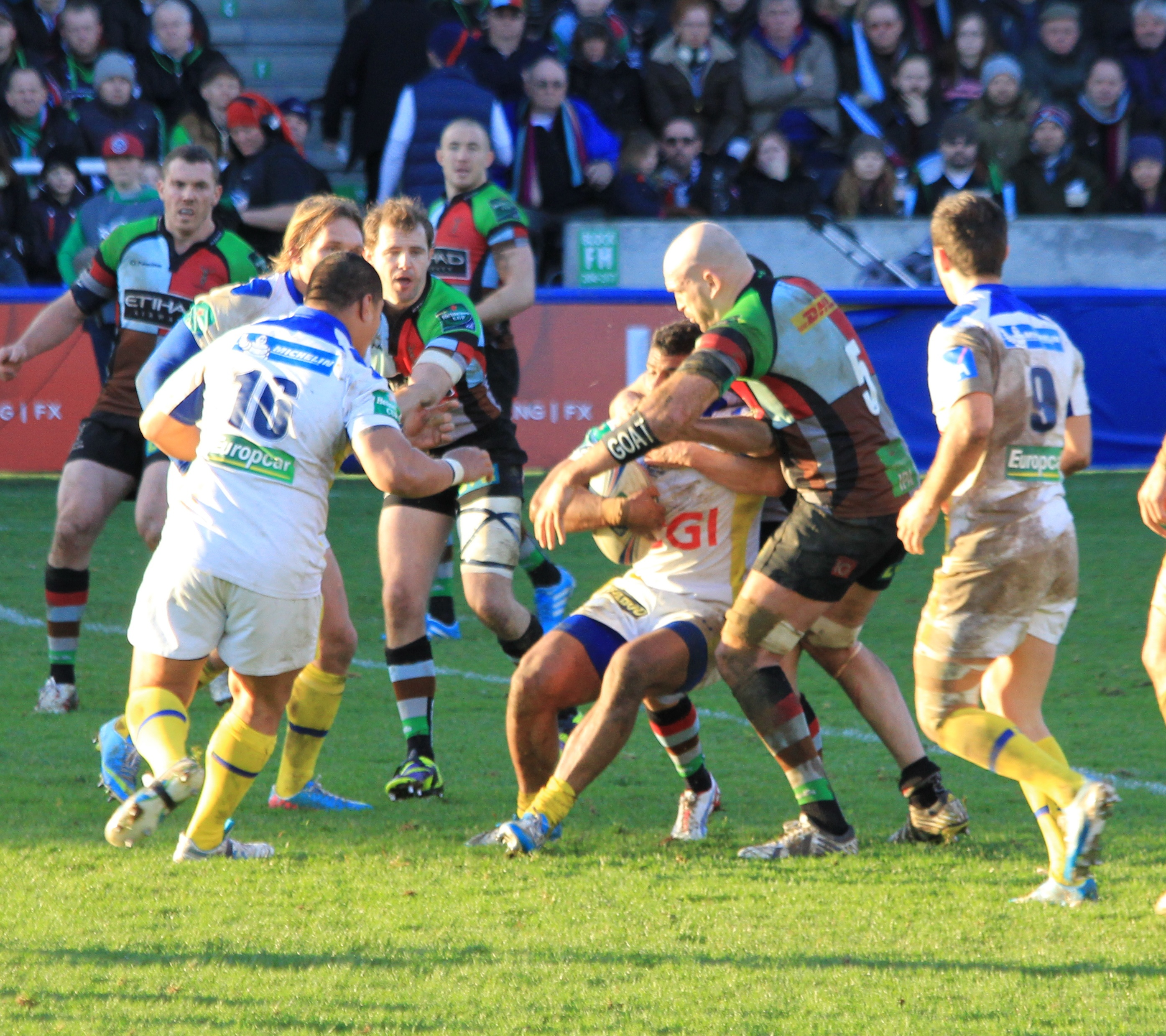
Le match opposant Clermont aux Harlequins lors de la cinquième journée, sommet de cette poule 4.
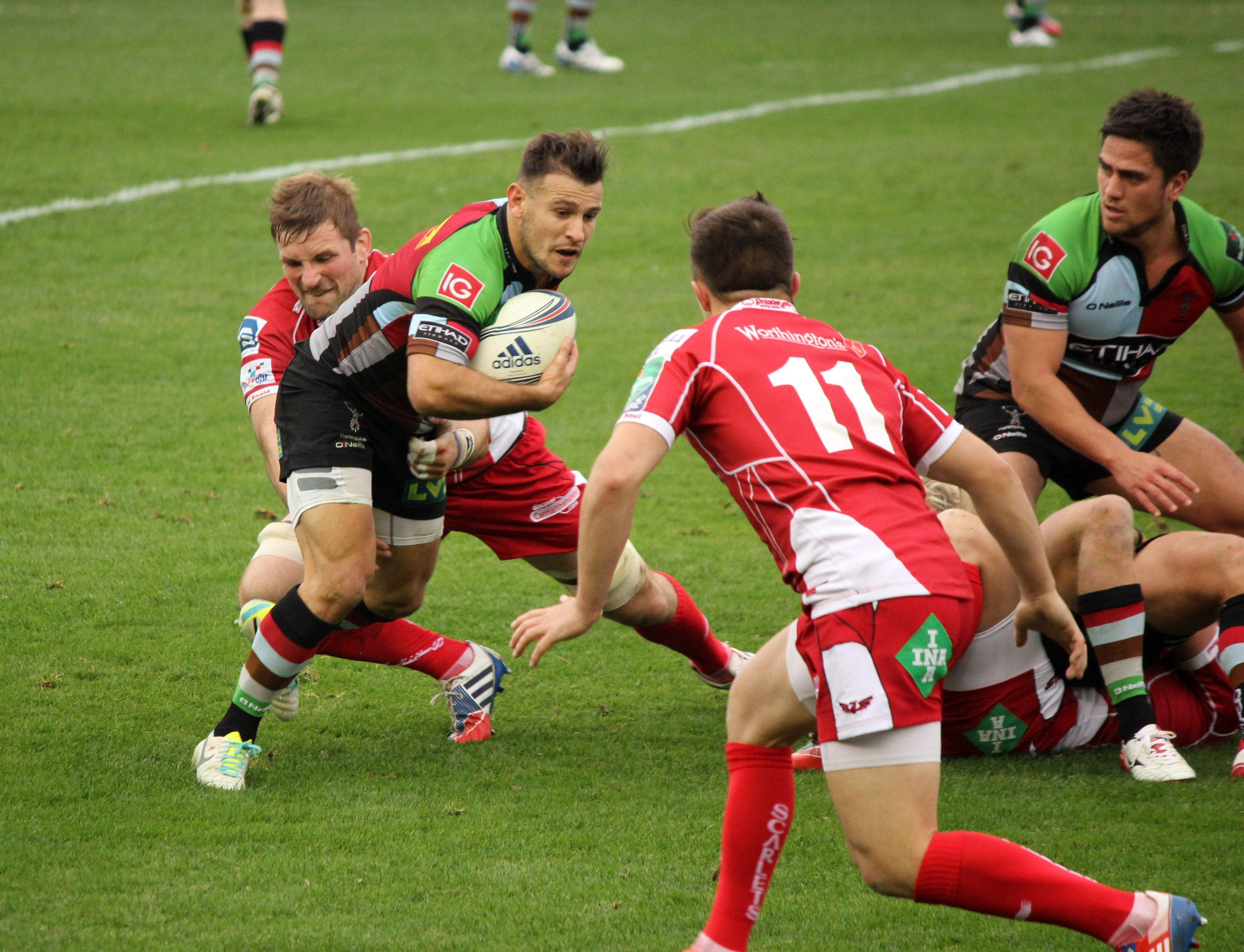
Les Harlequins se font surprendre par les Scarlets lors de la première journée, compromettant ainsi leur chance de terminer premier de la poule.
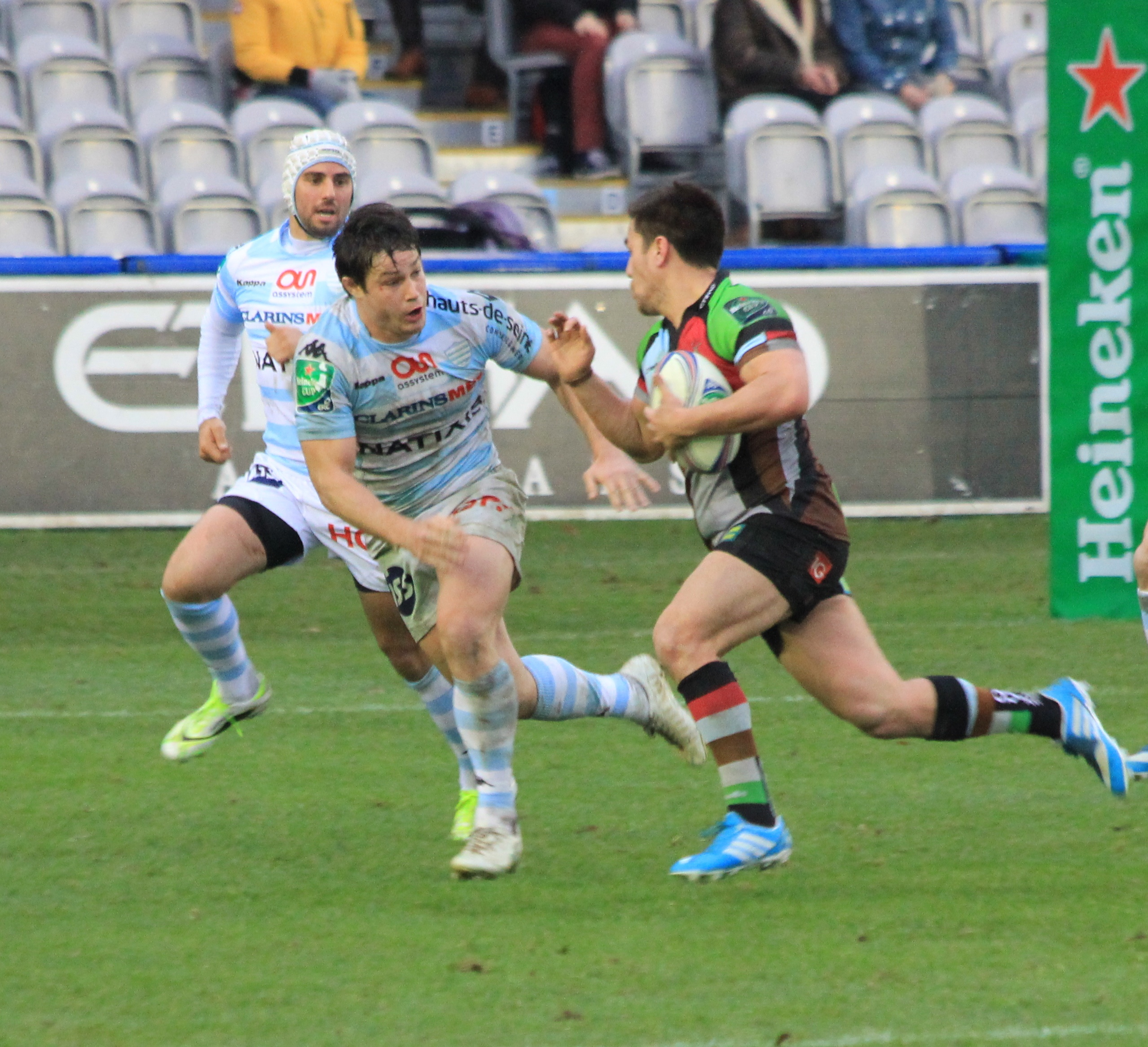
Largement battu par les Harlequins, le Racing Métro 92 termine dernier de la poule.

| Rang | Équipe          | J | V | N | D | Em | Ee | Bo | Bd | Pm  | Pe  | Diff | Pts |
| ---- | --------------- | - | - | - | - | -- | -- | -- | -- | --- | --- | ---- | --- |
| 1    | ASM Clermont    | 6 | 5 | 0 | 1 | 17 | 5  | 3  | 1  | 139 | 69  | +70  | 24  |
| 2    | Harlequins      | 6 | 3 | 0 | 3 | 12 | 12 | 1  | 3  | 126 | 103 | +23  | 16  |
| 3    | Scarlets        | 6 | 2 | 1 | 3 | 11 | 16 | 0  | 1  | 122 | 150 | -28  | 11  |
| 4    | Racing Métro 92 | 6 | 1 | 1 | 4 | 5  | 12 | 0  | 1  | 66  | 131 | -65  | 7   |

### Poule 5
| Rang | Équipe           | J | V | N | D | Em | Ee | Bo | Bd | Pm  | Pe  | Diff | Pts |
| ---- | ---------------- | - | - | - | - | -- | -- | -- | -- | --- | --- | ---- | --- |
| 1    | Ulster           | 6 | 6 | 0 | 0 | 17 | 4  | 2  | 0  | 179 | 62  | +117 | 26  |
| 2    | Leicester Tigers | 6 | 4 | 0 | 2 | 16 | 9  | 3  | 2  | 159 | 112 | +47  | 21  |
| 3    | Montpellier HR   | 6 | 2 | 0 | 4 | 14 | 11 | 2  | 0  | 121 | 124 | -3   | 10  |
| 4    | Benetton Trévise | 6 | 0 | 0 | 6 | 2  | 25 | 0  | 0  | 41  | 202 | -161 | 0   |

### Poule 6
| Rang | Équipe           | J | V | N | D | Em | Ee | Bo | Bd | Pm  | Pe  | Diff | Pts |
| ---- | ---------------- | - | - | - | - | -- | -- | -- | -- | --- | --- | ---- | --- |
| 1    | Munster          | 6 | 5 | 0 | 1 | 19 | 6  | 2  | 1  | 161 | 77  | +84  | 23  |
| 2    | Gloucester Rugby | 6 | 3 | 0 | 3 | 13 | 10 | 1  | 1  | 113 | 114 | -1   | 14  |
| 3    | Édimbourg Rugby  | 6 | 3 | 0 | 3 | 10 | 17 | 0  | 0  | 104 | 141 | -37  | 12  |
| 4    | USA Perpignan    | 6 | 1 | 0 | 5 | 10 | 19 | 1  | 2  | 112 | 158 | -46  | 7   |

## Phase finale
Les équipes sont départagées selon les critères suivants :
1. plus grand nombre de points ;
2. nombre d'essais marqués ;
3. différence de points ;
4. nombre de cartons jaunes.

Les six premières et les deux meilleures deuxièmes sont qualifiées pour les quarts de finale. Les huit équipes sont classées de 1 à 8 pour obtenir le tableau des quarts de finale :
| Rang | Clubs                 | Matches Joués | Pts | EM | Diff |
| ---- | --------------------- | ------------- | --- | -- | ---- |
| 1    | Ulster                | 6             | 26  | 17 | +117 |
| 2    | ASM Clermont          | 6             | 24  | 17 | +70  |
| 3    | RC Toulon             | 6             | 24  | 15 | +66  |
| 4    | Munster               | 6             | 23  | 19 | +84  |
| 5    | Stade toulousain      | 6             | 23  | 16 | +80  |
| 6    | Leinster              | 6             | 22  | 16 | +86  |
| 7    | Leicester Tigers (2e) | 6             | 21  | 16 | +47  |
| 8    | Saracens (2e)         | 6             | 20  | 29 | +143 |

### Tableau final
|  | Quarts de finale                                           | Quarts de finale                               |           |    | Demi-finales                           | Demi-finales                           |  |  | Finale                                        | Finale                                        |
|  | Quarts de finale                                           | Quarts de finale                               |           |    | Demi-finales                           | Demi-finales                           |  |  | Finale                                        | Finale                                        |
|  |                                                            |                                                |           |    |                                        |                                        |  |  |                                               |                                               |
|  | le 5 avril 2014 au Ravenhill Stadium, Belfast              | le 5 avril 2014 au Ravenhill Stadium, Belfast  |           |    | le 26 avril 2014 à Twickenham, Londres | le 26 avril 2014 à Twickenham, Londres |  |  | le 24 mai 2014 au Millennium Stadium, Cardiff | le 24 mai 2014 au Millennium Stadium, Cardiff |
|  | le 5 avril 2014 au Ravenhill Stadium, Belfast              | le 5 avril 2014 au Ravenhill Stadium, Belfast  |           |    | le 26 avril 2014 à Twickenham, Londres | le 26 avril 2014 à Twickenham, Londres |  |  | le 24 mai 2014 au Millennium Stadium, Cardiff | le 24 mai 2014 au Millennium Stadium, Cardiff |
|  | Ulster                                                     | 15                                             |           |    | le 26 avril 2014 à Twickenham, Londres | le 26 avril 2014 à Twickenham, Londres |  |  | le 24 mai 2014 au Millennium Stadium, Cardiff | le 24 mai 2014 au Millennium Stadium, Cardiff |
|  | Ulster                                                     | 15                                             |           |    | le 26 avril 2014 à Twickenham, Londres | le 26 avril 2014 à Twickenham, Londres |  |  | le 24 mai 2014 au Millennium Stadium, Cardiff | le 24 mai 2014 au Millennium Stadium, Cardiff |
|  | Saracens                                                   | 17                                             |           |    | le 26 avril 2014 à Twickenham, Londres | le 26 avril 2014 à Twickenham, Londres |  |  | le 24 mai 2014 au Millennium Stadium, Cardiff | le 24 mai 2014 au Millennium Stadium, Cardiff |
|  | Saracens                                                   | 17                                             | Saracens  | 46 |                                        |                                        |  |  | le 24 mai 2014 au Millennium Stadium, Cardiff | le 24 mai 2014 au Millennium Stadium, Cardiff |
|  | le 5 avril 2014 au Stade Marcel-Michelin, Clermont-Ferrand |                                                | Saracens  | 46 |                                        |                                        |  |  | le 24 mai 2014 au Millennium Stadium, Cardiff | le 24 mai 2014 au Millennium Stadium, Cardiff |
|  |                                                            | ASM Clermont                                   | 6         |    |                                        |                                        |  |  | le 24 mai 2014 au Millennium Stadium, Cardiff | le 24 mai 2014 au Millennium Stadium, Cardiff |
|  | ASM Clermont                                               | ASM Clermont                                   | 6         | 22 |                                        |                                        |  |  | le 24 mai 2014 au Millennium Stadium, Cardiff | le 24 mai 2014 au Millennium Stadium, Cardiff |
|  | ASM Clermont                                               |                                                |           | 22 |                                        |                                        |  |  | le 24 mai 2014 au Millennium Stadium, Cardiff | le 24 mai 2014 au Millennium Stadium, Cardiff |
|  | Leicester Tigers                                           | 16                                             |           |    |                                        |                                        |  |  | le 24 mai 2014 au Millennium Stadium, Cardiff | le 24 mai 2014 au Millennium Stadium, Cardiff |
|  | Leicester Tigers                                           | 16                                             | Saracens  | 6  |                                        |                                        |  |  |                                               |                                               |
|  | le 6 avril 2014 au Stade Mayol, Toulon                     |                                                | Saracens  | 6  |                                        |                                        |  |  |                                               |                                               |
|  |                                                            | RC Toulon                                      | 23        |    |                                        |                                        |  |  |                                               |                                               |
|  | RC Toulon                                                  | RC Toulon                                      | 23        | 29 |                                        |                                        |  |  |                                               |                                               |
|  | RC Toulon                                                  | le 27 avril 2014 au Stade Vélodrome, Marseille |           | 29 |                                        |                                        |  |  |                                               |                                               |
|  | Leinster                                                   | 14                                             |           |    |                                        |                                        |  |  |                                               |                                               |
|  | Leinster                                                   | 14                                             | RC Toulon | 24 |                                        |                                        |  |  |                                               |                                               |
|  | le 5 avril 2014 au Thomond Park, Limerick                  |                                                | RC Toulon | 24 |                                        |                                        |  |  |                                               |                                               |
|  |                                                            | Munster                                        | 16        |    |                                        |                                        |  |  |                                               |                                               |
|  | Munster                                                    | Munster                                        | 16        | 47 |                                        |                                        |  |  |                                               |                                               |
|  | Munster                                                    |                                                |           | 47 |                                        |                                        |  |  |                                               |                                               |
|  | Stade toulousain                                           | 23                                             |           |    |                                        |                                        |  |  |                                               |                                               |
|  | Stade toulousain                                           | 23                                             |           |    |                                        |                                        |  |  |                                               |                                               |

### Quarts de finale
| 5 avril 2014 18 h 30 WET | Ulster                                                                                        | 15 – 17 (9 – 5) | Saracens                                                                      | Ravenhill Stadium, Belfast 12 600 spectateurs Arbitre : Jérôme Garcès |
| 5 avril 2014 18 h 30 WET | Pénalité(s) : Pienaar 3 (16e, 30e, 40e), Jackson 2 (70e, 73e) Carton(s) rouge(s) : Payne (5e) |                 | Essai(s) : Ashton 2 (23e, 68e), Botha (49e) Transformation(s) : Farrell (68e) | Ravenhill Stadium, Belfast 12 600 spectateurs Arbitre : Jérôme Garcès |
| 5 avril 2014 18 h 30 WET |                                                                                               |                 |                                                                               | Ravenhill Stadium, Belfast 12 600 spectateurs Arbitre : Jérôme Garcès |

| 5 avril 2014 17 h 00 CET | ASM Clermont                                                                                           | 22 – 16 (19 – 7) | Leicester Tigers | Stade Marcel-Michelin, Clermont-Ferrand 17 862 spectateurs Arbitre : Alain Rolland |
| 5 avril 2014 17 h 00 CET | Essai(s) : Fofana (22e) Transformation(s) : Parra (23e) Pénalité(s) : Parra 5 (15e, 27e 35e, 41e, 66e) |                  | Essai(s) : Crane (37e) Transformation(s) : Williams (38e) Pénalité(s) : Williams 3 (44e, 52e, 61e) Carton(s) jaune(s) : Thomas Waldrom (65e) | Stade Marcel-Michelin, Clermont-Ferrand 17 862 spectateurs Arbitre : Alain Rolland |
| 5 avril 2014 17 h 00 CET | |                  | | Stade Marcel-Michelin, Clermont-Ferrand 17 862 spectateurs Arbitre : Alain Rolland |

| 6 avril 2014 17 h 30 CET | RC Toulon | 29 – 14 (6 – 6) | Leinster                                                         | Stade Mayol, Toulon 15 500 spectateurs Arbitre : Wayne Barnes |
| 6 avril 2014 17 h 30 CET | Essai(s) : Chiocci (45e), Mitchell (61e) Transformation(s) : Giteau 2 (47e, 62e) Pénalité(s) : Wilkinson 2 (4e, 17e), Giteau 2 (43e, 79e), Armitage (66e) Carton(s) jaune(s) : Fresia (75e) |                 | Essai(s) : Murphy (69e) Pénalité(s) : Gopperth 3 (20e, 28e, 54e) | Stade Mayol, Toulon 15 500 spectateurs Arbitre : Wayne Barnes |
| 6 avril 2014 17 h 30 CET | |                 |                                                                  | Stade Mayol, Toulon 15 500 spectateurs Arbitre : Wayne Barnes |

| 5 avril 2014 13 h 30 WET | Munster | 47 – 23 (13 – 9) | Stade toulousain | Thomond Park, Limerick 26 200 spectateurs Arbitre : Nigel Owens |
| 5 avril 2014 13 h 30 WET | Essai(s) : Earls (5e), Kilcoyne (42e), Stander (46e), Laulala (64e), Zebo (75e), O'Connell (80e) Transformation(s) : Keatley 4 (6e, 43e, 47e, 81e) Pénalité(s) : Keatley 3 (16e, 23e, 62e) Carton(s) jaune(s) : Kilcoyne (50e) |                  | Essai(s) : Gear (54e), Tekori (72e) Transformation(s) : Beauxis 2 (55e, 73e) Pénalité(s) : McAlister 3 (8e, 30e, 34e) Carton(s) jaune(s) : Montès (50e) | Thomond Park, Limerick 26 200 spectateurs Arbitre : Nigel Owens |
| 5 avril 2014 13 h 30 WET | |                  | | Thomond Park, Limerick 26 200 spectateurs Arbitre : Nigel Owens |

### Demi-finales
| 26 avril 2014 15 h 40 WET | Saracens | 46 – 6 (24 – 6) | ASM Clermont                                                      | Twickenham, Londres 25,942 spectateurs Arbitre : Nigel Owens |
| 26 avril 2014 15 h 40 WET | Essai(s) : Ashton 2 (7e, 64e), Essai de pénalité (12e), Farrell (31e), Wyles (72e), Streather (78e) Transformation(s) : Goode 5 (9e, 13e, 31e, 74e, 79e) Pénalité(s) : Goode (37e), Bosch (53e) |                 | Pénalité(s) : Parra 2 (11e, 28e) Carton(s) jaune(s) : James (12e) | Twickenham, Londres 25,942 spectateurs Arbitre : Nigel Owens |
| 26 avril 2014 15 h 40 WET | |                 |                                                                   | Twickenham, Londres 25,942 spectateurs Arbitre : Nigel Owens |

| 27 avril 2014 16 h 30 CET | RC Toulon | 24 – 16 (18 – 9) | Munster | Stade Vélodrome, Marseille 37,043 spectateurs Arbitre : Wayne Barnes |
| 27 avril 2014 16 h 30 CET | Pénalité(s) : Wilkinson 6 (5e, 18e, 26e, 35e, 64e, 79e), D. Armitage (39e) Drop(s) : Wilkinson (30e) Carton(s) jaune(s) : Fernandez Lobbe (28e) |                  | Essai(s) : Zebo (52e) Transformation(s) : Keatley (53e) Pénalité(s) : Keatley 3 (7e, 29e, 33e) Carton(s) jaune(s) : Earls (63e) | Stade Vélodrome, Marseille 37,043 spectateurs Arbitre : Wayne Barnes |
| 27 avril 2014 16 h 30 CET | |                  | | Stade Vélodrome, Marseille 37,043 spectateurs Arbitre : Wayne Barnes |

### Finale
| 24 mai 2014 17 h 00 WET | Saracens                          | 6 – 23 (3 – 10) | RC Toulon | Millennium Stadium, Cardiff 67 578 spectateurs Arbitre : Alain Rolland |
| 24 mai 2014 17 h 00 WET | Pénalité(s) : 2 Farrell (4e, 46e) |                 | Essai(s) : 2 Giteau (30e), Smith (60e) Transformation(s) : 2 Wilkinson (31e, 62e) Pénalité(s) : 2 Wilkinson (54e, 64e) Drop(s) : 1 Wilkinson (38e) Carton(s) jaune(s) : 1 Fernández Lobbe (22e) | Millennium Stadium, Cardiff 67 578 spectateurs Arbitre : Alain Rolland |
| 24 mai 2014 17 h 00 WET |                                   |                 | | Millennium Stadium, Cardiff 67 578 spectateurs Arbitre : Alain Rolland |

Évolution du score   3-0, 3-7, 3-10, m-t., 6-10, 6-13, 6-20, 6-23

## Statistiques

### Meilleurs réalisateurs

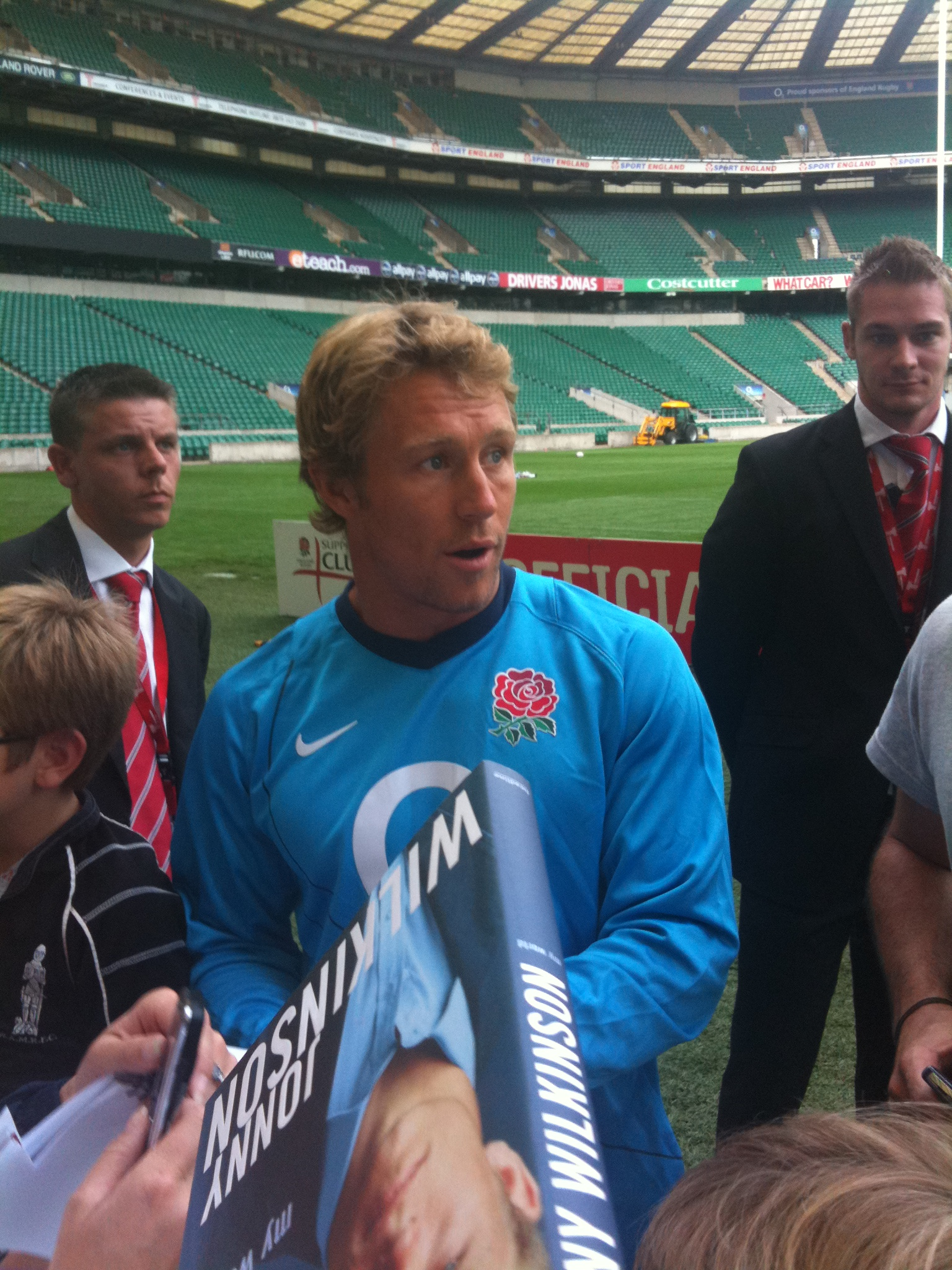
Jonny Wilkinson (RC Toulon)
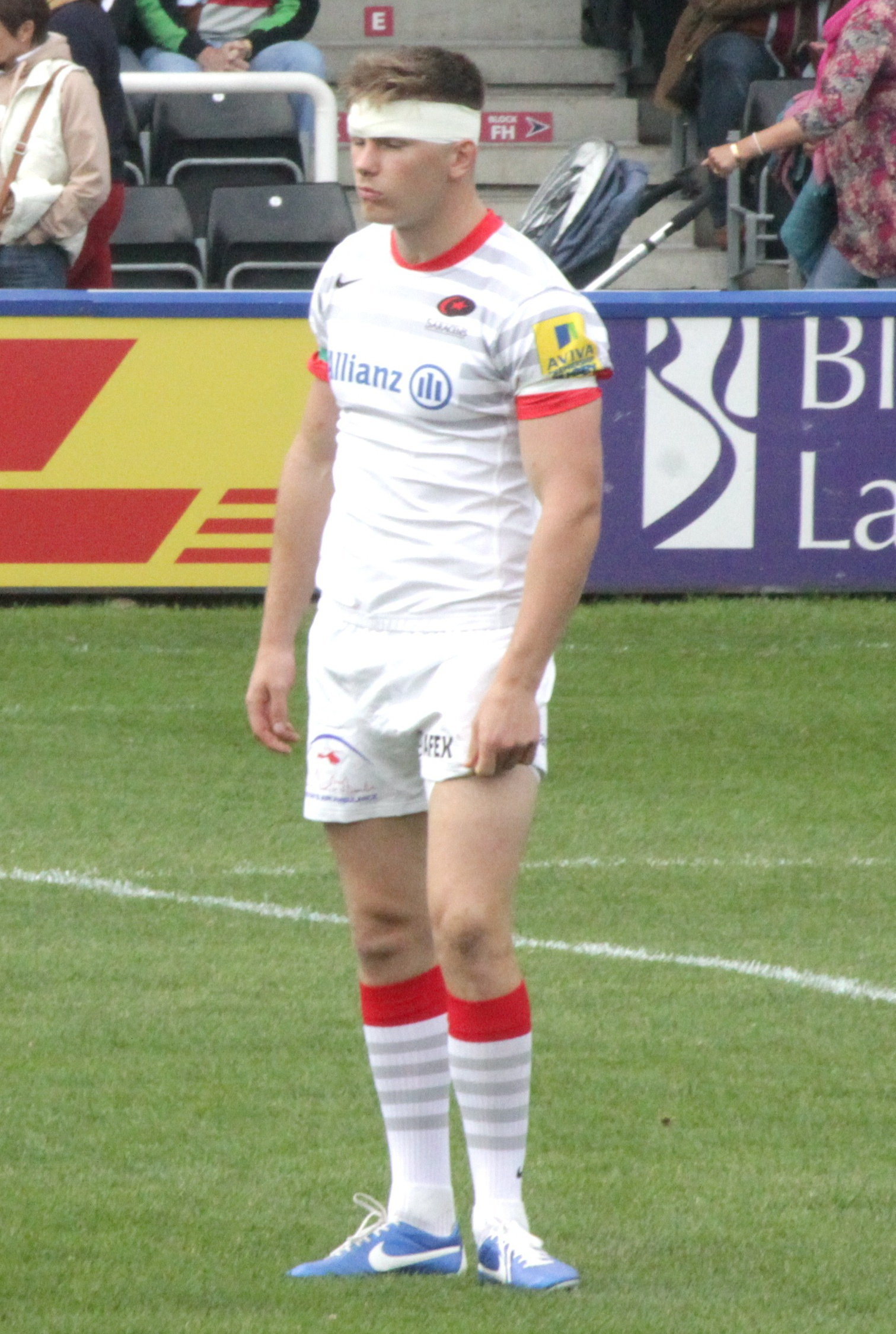
Owen Farrell (Saracens)
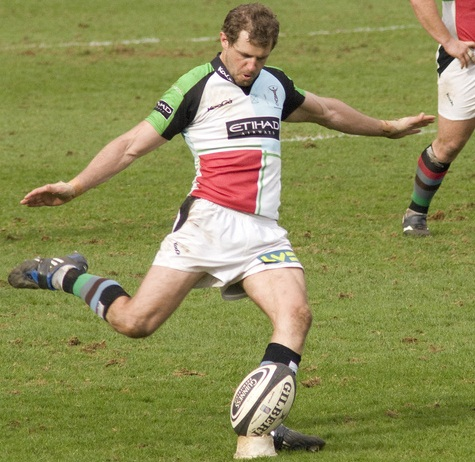
Nick Evans (Harlequins)
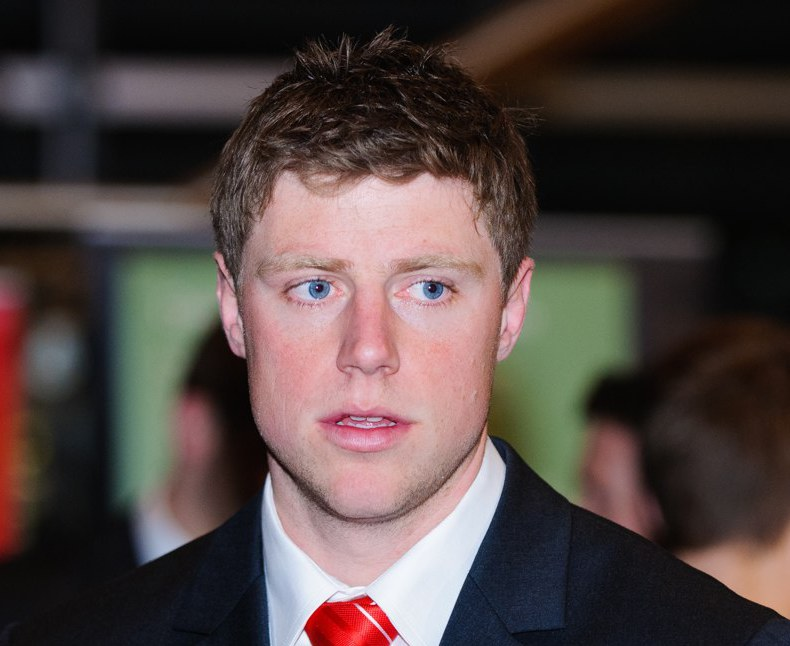
Rhys Priestland (Scarlets)
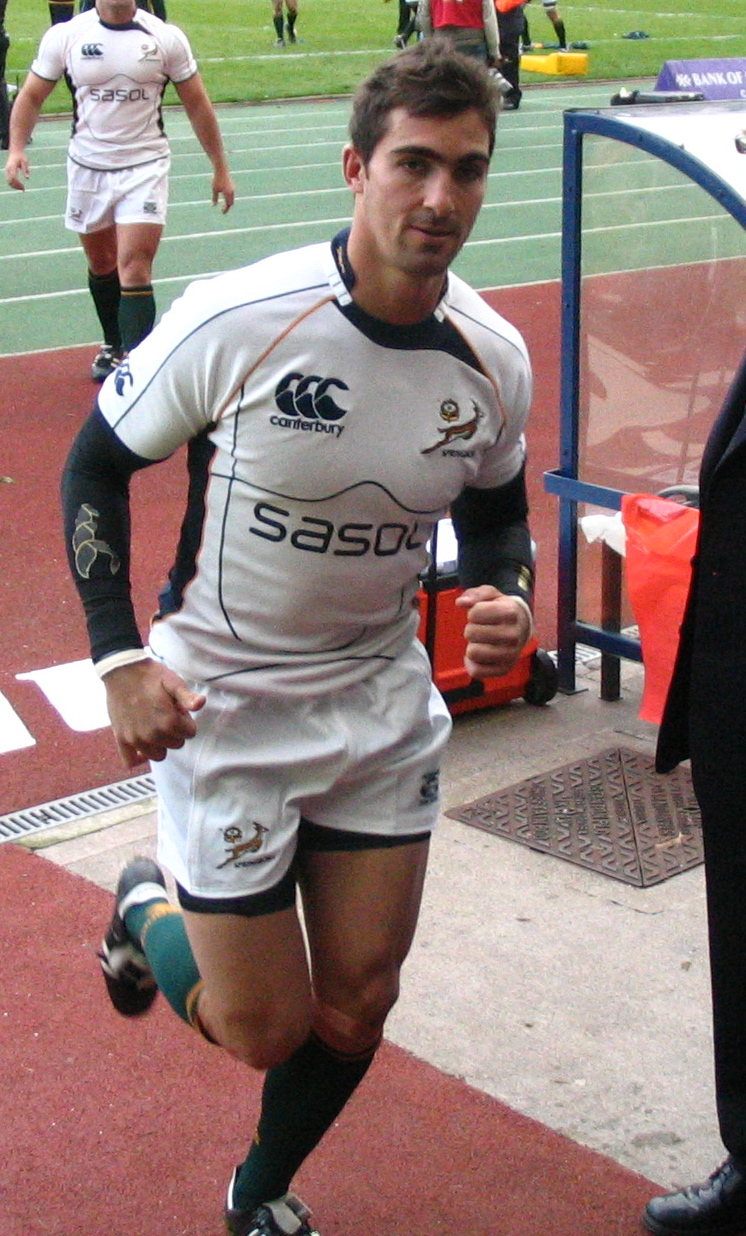
Ruan Pienaar (Ulster)

| Rang | Joueur          | Club       | Points | Essais | Transf. | Pén. | Drops |
| ---- | --------------- | ---------- | ------ | ------ | ------- | ---- | ----- |
| 1    | Jonny Wilkinson | RC Toulon  | 113    | 1      | 9       | 27   | 3     |
| 2    | Ian Keatley     | Munster    | 90     | 0      | 18      | 18   | 0     |
| 3    | Jimmy Gopperth  | Leinster   | 69     | 2      | 7       | 15   | 0     |
| 4    | Dan Biggar      | Ospreys    | 65     | 1      | 3       | 18   | 0     |
| 5    | Owen Farrell    | Saracens   | 64     | 1      | 13      | 11   | 0     |
| -    | Rhys Priestland | Scarlets   | 64     | 0      | 8       | 16   | 0     |
| 7    | Ruan Pienaar    | Ulster     | 63     | 2      | 4       | 15   | 0     |
| 8    | Nick Evans      | Harlequins | 62     | 1      | 9       | 11   | 2     |
| 9    | Paddy Jackson   | Ulster     | 61     | 1      | 10      | 12   | 0     |
| 10   | Leigh Halfpenny | Cardiff    | 60     | 0      | 9       | 14   | 0     |

### Meilleurs marqueurs
Chris Ashton établit un nouveau record d'essais en une édition avec onze unités, soit une de plus que le précédent record.

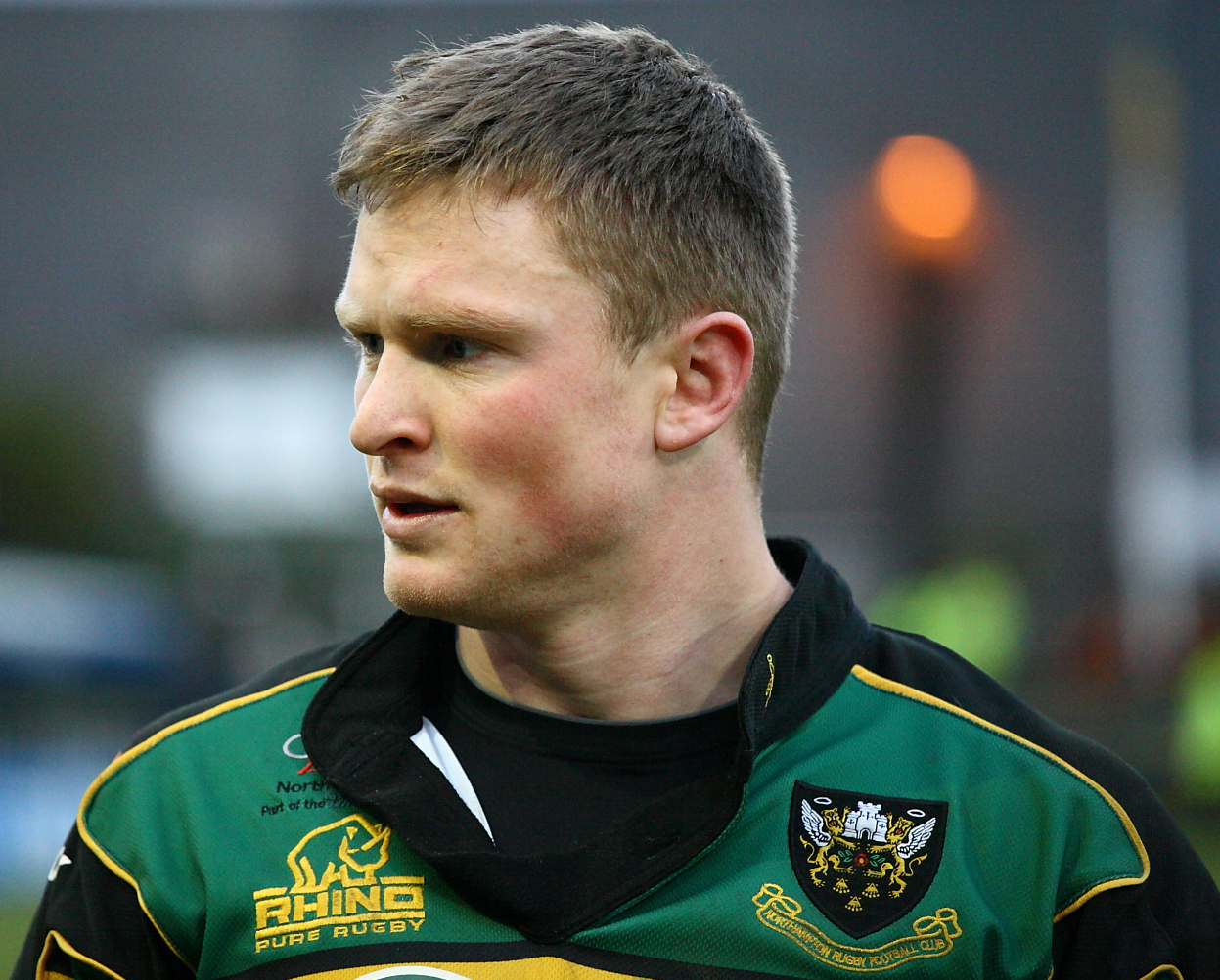
Chris Ashton (Saracens)
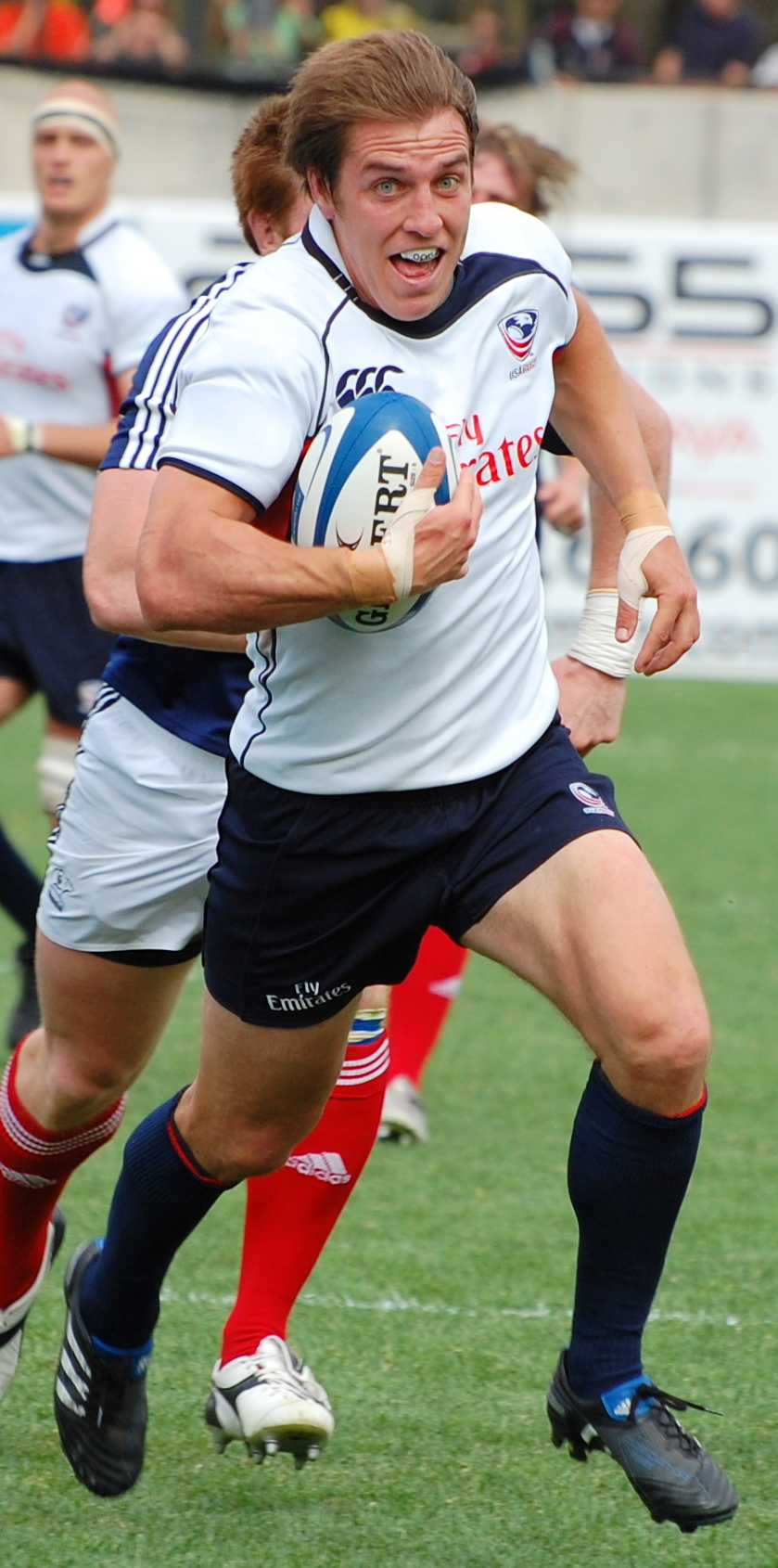
Chris Wyles (Saracens)
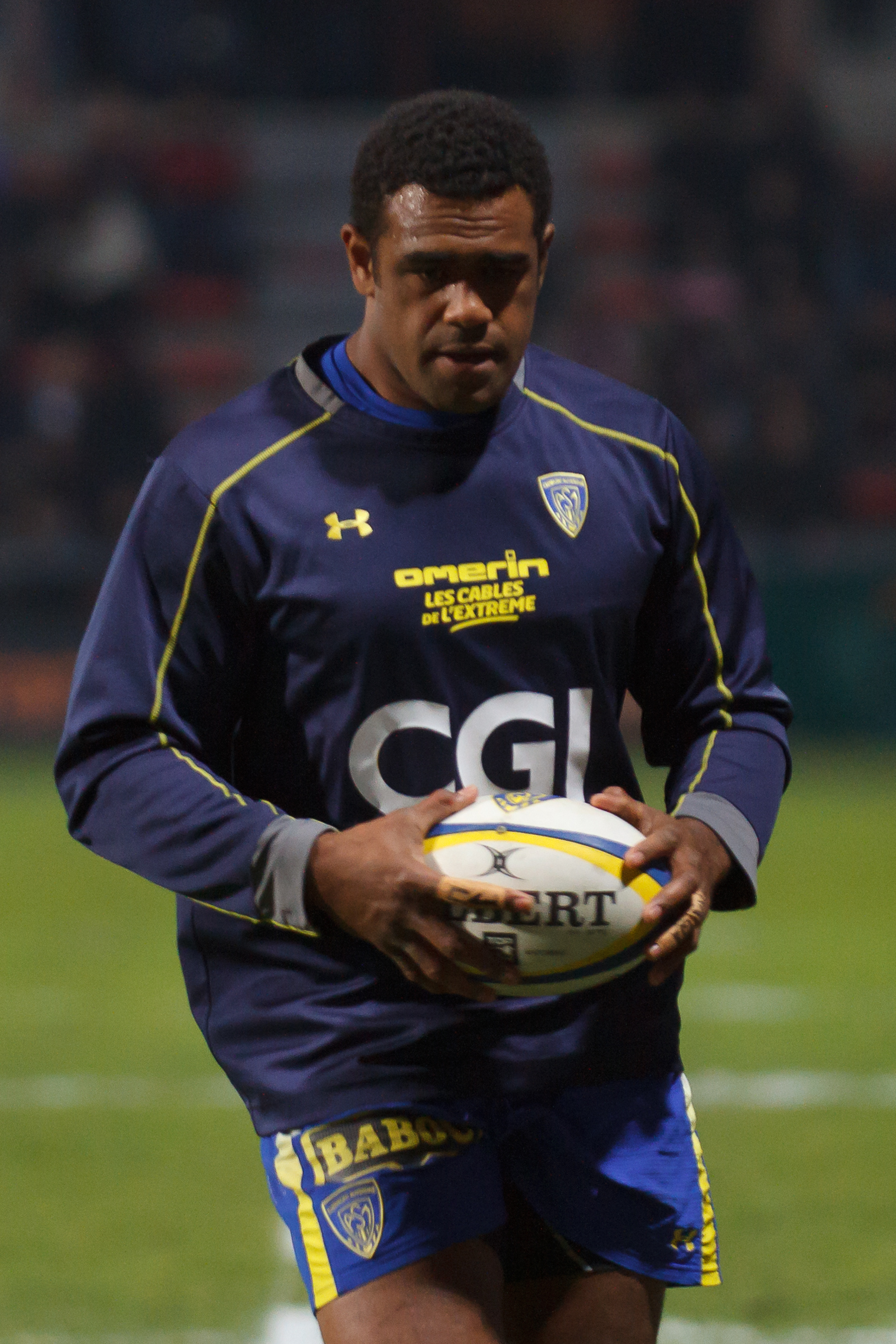
Napolioni Nalaga (ASM Clermont)
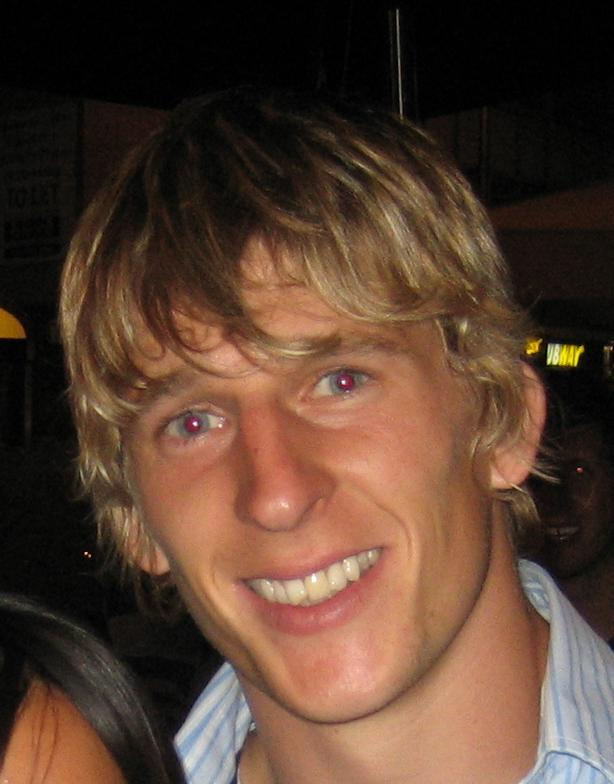
David Strettle (Saracens)
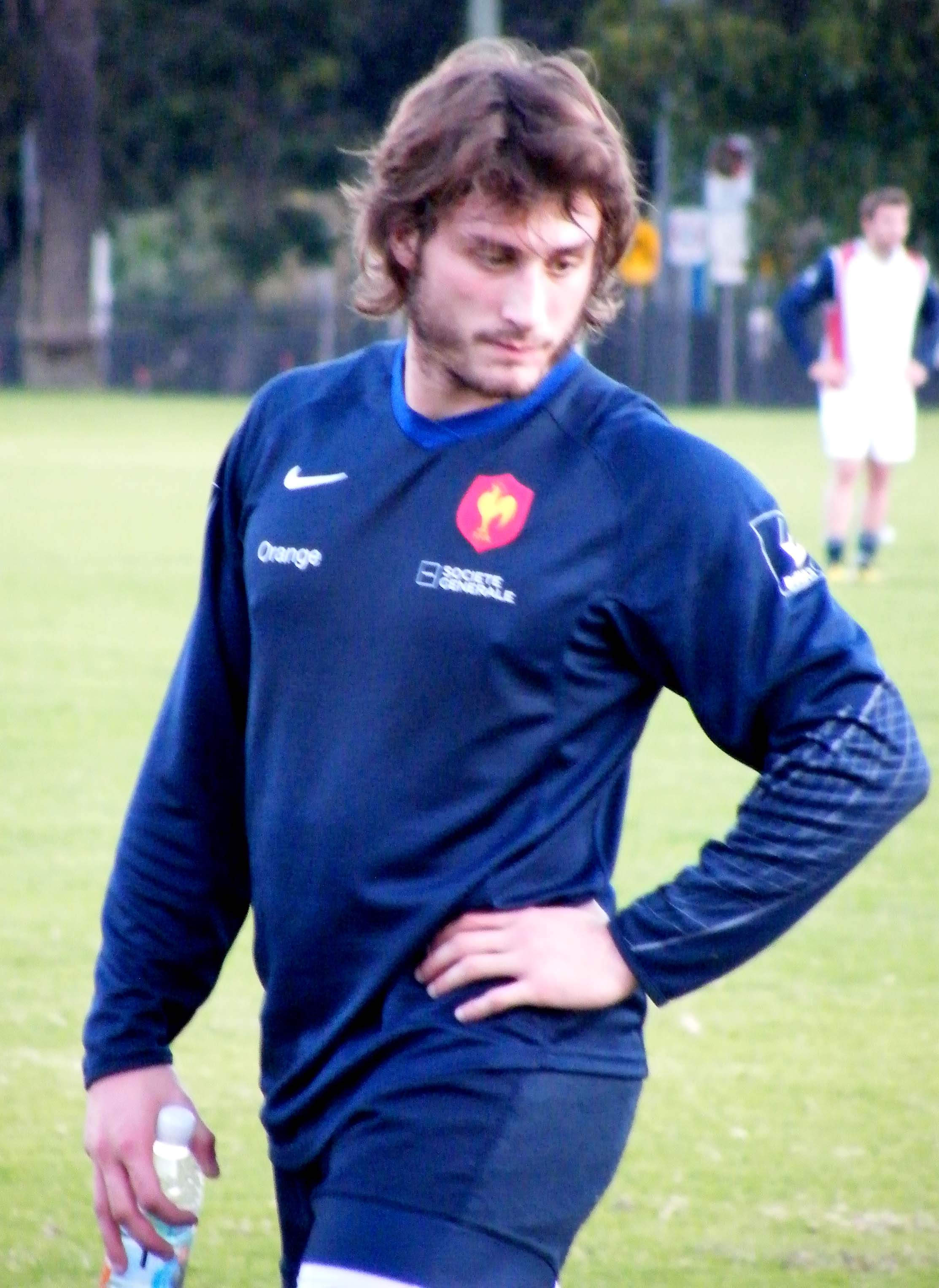
Maxime Médard (Stade toulousain)

| Rang | Joueur           | Club                  | Essais |
| ---- | ---------------- | --------------------- | ------ |
| 1    | Chris Ashton     | Saracens              | 11     |
| 2    | Napolioni Nalaga | ASM Clermont Auvergne | 5      |
| -    | Chris Wyles      | Saracens              | 5      |
| 4    | Miles Benjamin   | Leicester Tigers      | 4      |
| -    | Maxime Médard    | Stade toulousain      | 4      |
| -    | David Strettle   | Saracens              | 4      |
| 8    | Pierre Berard    | Montpellier HR        | 3      |
| -    | Alex Cuthbert    | Cardiff Blues         | 3      |
| -    | Luke Fitzgerald  | Leinster              | 3      |
| -    | Luke Marshall    | Ulster                | 3      |
| -    | David Smith      | RC Toulon             | 3      |
| -    | Rhodri Williams  | Scarlets              | 3      |